# 김홍필

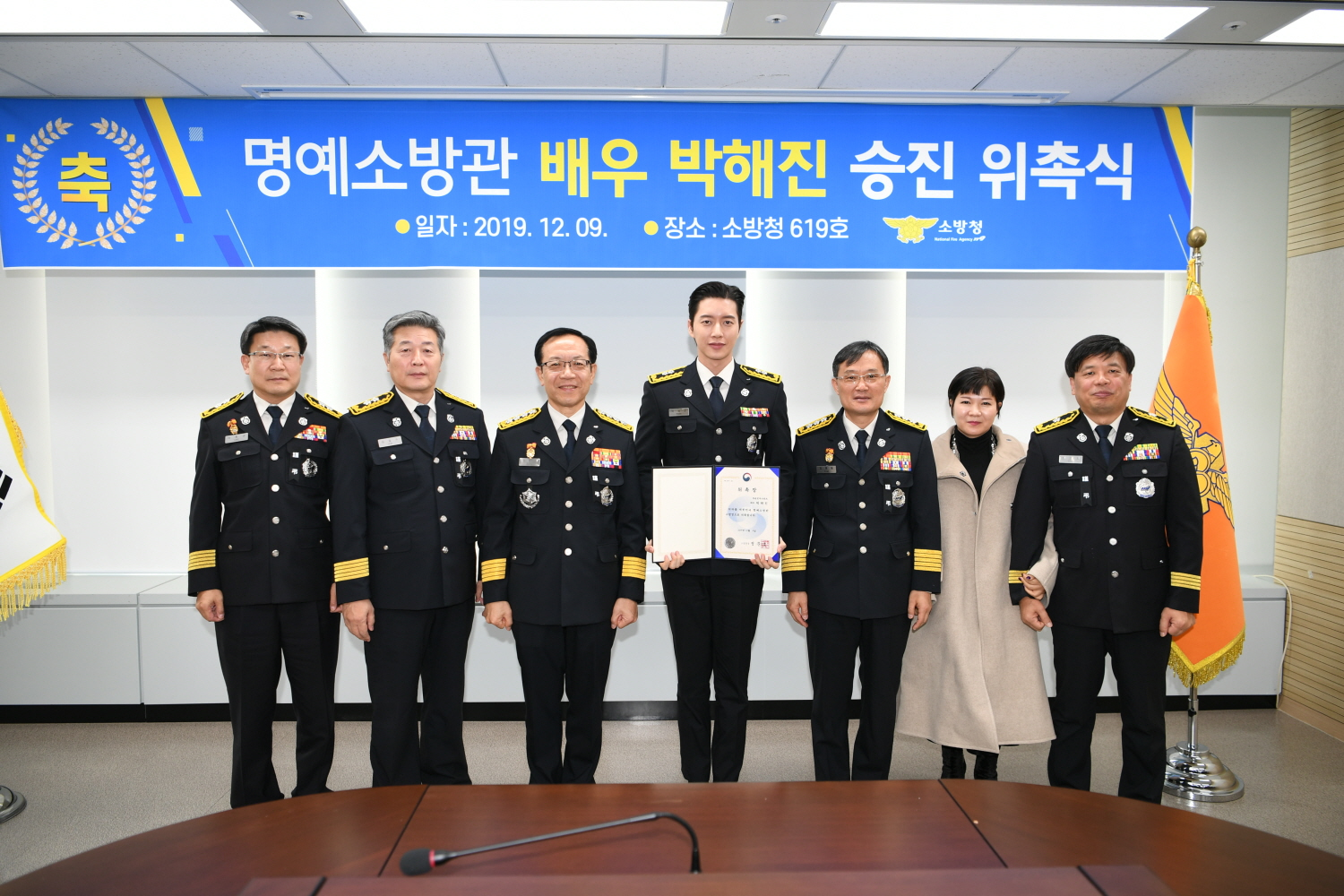
명예소방관 배우 박해진 승진 위촉식 (오른쪽 3번째)

김홍필(1962년 ~ )은 소방청 차장을 역임한 대한민국의 소방공무원이다.

## 생애
대전에서 태어나 충남고등학교와 충남대학교 농화학과를 졸업했다. 1994년 11월 기술고시 28회에 합격해 소방령으로 공직에 입문, 충남 서산소방서장, 제주소방안전본부장, 옛 국민안전처 119구조구급국장, 중앙소방학교장, 중앙119구조본부장, 소방청 차장을 역임하였다.